# Шабаньєр
Шабаньєр (фр. Chabanière) — муніципалітет у Франції, у регіоні Овернь-Рона-Альпи, департамент Рона. Шабаньєр утворено 1 січня 2017 року шляхом злиття муніципалітетів Сен-Сорлен, Сен-Морис-сюр-Даргуар i Сен-Дідьє-су-Риврі. Адміністративним центром муніципалітету є Сен-Морис-сюр-Даргуар. Населення — 4249 осіб (01.01.2021).